# Catarratto

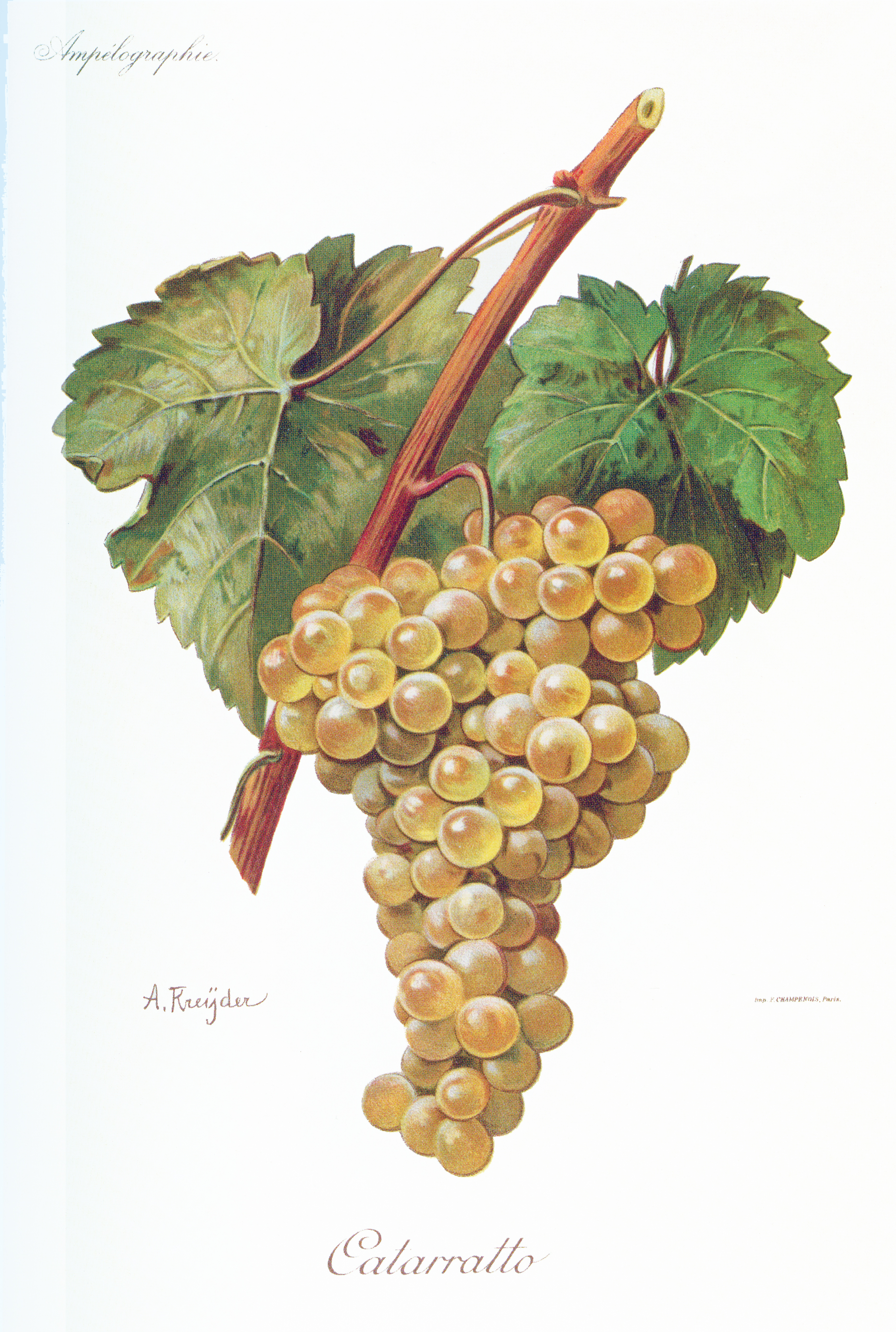
Catarratto par Viala et Vermorel

Le catarratto est une famille de cépages de cuve, principalement présente en Italie sur l'île de Sicile. Elle comprend deux cépages blancs et un cépage noir :
- Le catarratto bianco comune, cépage vigoureux cultivé dans l'ouest de l'île.
- Le catarratto bianco lucido, autre cépage blanc.
- Le catarratto nero, cépage noir peu cultivé.